# Gare de Saint-Romain-le-Puy
La gare de Saint-Romain-le-Puy est une gare ferroviaire française située sur la commune de Saint-Romain-le-Puy dans le département de la Loire.

## La gare
Elle est desservie par les trains TER Auvergne-Rhône-Alpes (ligne de Clermont-Ferrand à Saint-Étienne-Châteaucreux).